# Dávid István (tanár)
Túrócz-szent-péteri és isztebnei Dávid István (Alsókubin, Árva vármegye, 1838. július 11. – Budapest, 1928. február 10.) főgimnáziumi tanár, irodalomtörténész.

## Élete
Alsókubinban született, ahol atyja főszolgabíró volt. A gimnáziumot 1857-ben végezte Besztercebányán, mire a bécsi egyetemre ment, ahol 1857 oktobertól 1861 októberig klasszikafilológiai tanulmányait befejezte és ezután 1861. november 1-től fogva Pozsonyban a királyi katolikus főgimnáziumban helyettes, 1862. június 1-től 1883. szeptember 1-ig rendes tanár volt; majd a budapesti V. kerületi főgimnáziumban működött. Az 1860-as és 1870-es években Ausztriában, Német- és Franciaországban meg Svájcban utazott.
Értekezései, könyvbirálatai és tárcacikkei megjelentek a Kritikai Lapokban (1862.), Kalauzban (1863-64.), Országos Középt. Tanáregylet Közlönyében (1868.), Magyar Tanügyben (1872. 1880.), Pozsonyvidéki Lapokban (1873. 2., 8., 9., 15., 16., 25. sz., 1876. 68-70. sz.), Közoktatásban (1882-84. 1886-88.), Egyetemes Philológiai Közlönyben (1881.).

## Munkái
- Latin nyelvtan. Pest, 1864. (1. rész. Alaktan. Kolmár Józseffel. 2. rész Mondattan.)
- Gyakorlati Példatár a latin nyelv alaktanához. Uo. 1864. (Kolmár Józseffel).
- Übungsbuch zur latein. Formenlehre. Ein Anhang für Deutsche zu Dávid-Kolmár's Gyakorl. Péld. übersetz v. Dávid. Uo. 1865.
- Deák S. latin nyelvtana. 3. kiadás, javította s bővítette. Uo. 1865.
- Ungarische Grammatik auf syntaktischer Grundlage. I. Theil. Der einfache Satz. 2. Th. Der zusammengesetzte Satz. Bpest, 1879-80.
- Görög elemi olvasókönyv. I. rész az V. osztály számára. Pozsony, 1880-81. (Ism. M. Tanügy IX. Egyet. Philol Közl. V. 2. teljesen átdolgozott kiadás. Bpest, 1887. Ism. Közoktatás. Egyet. Philol. Közl. II. rész a VI. és VII. osztály számára. Pozsony, 1881.
- Livius XXI. Könyvének fordítása és magyarázata. Uo. 1881-82. (Tanulók K. 9., 12.)
- Cicero Catilina ellen mondott vádbeszédek fordítása és magyarázata. Uo. 1881. (Tanulók Könyvtára 4. 7.)
- Szemelvények Herodotos műveiből, magyarázatokkal. Budapest, 1881. (Ism. P. Napló, 1881. 74. sz. Tanáregylet Közlönye XVI. 2. kiadás. Uo. 1886.)
- Curtius görög nyelvtana, átnézte, javította és kiegészítette. Uo. 1882.
- Latin Stilusgyakorlatok. I. rész az V. osztály számára. Pozsony, 1882. (Cserny Károlylyal. 2. jav. kiadás. Bpest, 1887.) II. rész a VI. oszt. számára. Uo. 1883. (Ism. Egyetemes Philol. Közlöny 1884. Cserny Károlylyal. 2. jav. kiadás. Uo. 1889.)
- Schultz F. kisebb latin nyelvtana ford. és átdolgozta. Bpest, 1884. 2. kiadás. Uo. 1885. (Ism. Tanáregyl. Közl. XVIII. 4 k. 1888. Ism. Egyet. Philol. Közl. 6. jav. kiadás. Uo. 1890. 7. jav. k. Uo. 1892.)
- Latin olvasó- és gyakorlókönyv az algymnasium számára. Uo. 1885. (Ism. Egyet. Philol. Közl. 2. kiad. 1886. 3. k. 1887. 4. k. 1888. 5. kiad. k1890. 6. kiadás. 1891. Uo.).
- Latin olvasókönyv, Livius, Ovidius, Phaedrus műveiből a gymn. III. IV. oszt. számára. Uo. 1885. (2. kiadás. Uo. 1888. Ism. Egyet. Philol. Közlöny. 2. kiadás. 1888. 3. kiadás. 1890.)
- Betűrendes szólajstrom Dávid István Latin olvasó- és gyakorlókönyvéhez. Uo. 1887.
- Görög nyelvtan. (Alaktan és mondattan.) A gymnasiumok felső osztályai számára. Uo. 1887. (Ism. Egyet. Philol. Közl. 1886. és Közoktatás.)
- Anthologia latina. Latin lyrikus és didaktikus költők műveiből való szemelvények. Uo. 1887. (Pozder Károlylyal.)
- Herodoti Epitome sive loci ex Herodoti libris excerpti. Uo. 1887. (Szótárral.)
- Magyar latin zsebszótár. Uo. 1888. (Némethy Gézával. Ism. Egyet. Philol. Közl. 1891.)
- Xenophon Memorabiliáinak teljes szótára. Uo. 1888. (dr. Fodor Gyulával Ism. Egyet. Philol. Közl.)
- Latin Synonymika és a latin helyesirásnak rövid vázlata. Uo. 1889. (Ism. Egyet. Philol. Közl. 1890.).
- Latin-magyar zsebszótár. Uo. 1889. (Ism. Egyet. Philol. Közl. 1891.).
- Tacitus műveiből való szemelvények. Magyarázatokkal. Uo. 1889. (Pozder Károlylyal. Ism. Egyet. Philol. Közl. 1889-90.)
- T. Livii ab urbe condita libri. Vol. I. (Libros XXI-XXV continens.) Uo. 1889. (Ism. Egyet. Philol. Közl., Egyet. Közokt. Szemle 1890.) Vol. II. Libros XXVI-XXX. continens. Uo. 1892.
- Vergilius Aeneisének teljes szótára. Uo. 1890. (Fodor Gyulával. Ism. Egyet. Philol. Közl.)
- Horatius ódái és epodosai. fordítva és magyarázva. Uo. 1882. (Tanulók K. 21., 26. Ism. Egyet. Philol. Közl.)
- Vergilius Aeneise, fordítva és magyarázva. Uo. 1881-82. (Tanulók K. 6., 22., 47.)
- M. Tullii Ciceronis orationes selectae. Budapest, 1890. (Ism. Egyet. Philol. Közl.)
- Latin stilusgyakorlatok. III. rész (a VII. és VIII. oszt. számára.) Pozsony-Bpest, 1891. (Cserny Károlylyal. Ism. Egyet. Philol. Közl.)
- Latin iskolai classicusokhoz való praeparatio. Szerk. 1. M. Tullii Ciceronis orationes selectae XIII. 1. füz. (Orat. de imp Cn. Pomp.); 2. C. Salustii Crispi Bellum Jugurthinum. 1. füzet; 3. Taciti Annales. 1. füz; 4. és 5. Livii ab urbe condita lib. XXI-XXII. 1. és 2. füzet., 8. Ciceronis Orationes. 2. füz. (Orat. de imp. Cn. Pomp.) Bpest, 1892.

Szerkesztette a Tanulók Könyvtárát 1881-től és a Latin és Görög Classicusokhoz Való Praeparatiot 1892-től.